# Leto Prunecchi
Leto Prunecchi (Borgo San Lorenzo, 8 giugno 1925 – Cecina, 20 ottobre 1987) è stato un calciatore italiano, di ruolo ala sinistra.

## Biografia
Anche suo figlio Andrea è stato un calciatore, avendo militato in Serie A nelle file della Sampdoria come il padre.

## Carriera
Unico calciatore nativo dal Mugello ad aver militato con regolarità in massima serie, si mette in luce nella file della Carrarese realizzando 10 reti nella Serie B 1947-1948, per poi passare alla Sampdoria, in cui disputa una sola stagione in Serie A, con 6 reti all'attivo, fra cui la rete del definitivo 5-1 nel Derby della Lanterna del 17 ottobre 1948.
Viene quindi ceduto al Padova, dove disputa quattro stagioni (le prime 3 in A, la quarta in B), raggiungendo la doppia cifra in fatto di realizzazioni nelle prime due stagioni (10 reti realizzate in entrambe le occasioni). Torna quindi in Serie A col Palermo, realizzando 4 reti non sufficienti ad evitare la retrocessione in Serie B.
In carriera ha totalizzato complessivamente 153 presenze e 37 reti in Serie A.